# 夜玫瑰
夜玫瑰(希伯來語：Erev Shel Shoshanim；英語：Evening of Roses)是一首充滿詩意和希伯來情歌，同時也是一首由此曲配樂的以色列民俗舞蹈。值得注意的是此曲在整個中東地區，常拿來跳肚皮舞。它的旋律，在猶太婚禮上有時也是作為婚禮音樂。
此曲作曲者是Yosef Hadar，作詞者是Moshe Dor。最早在1957年由歌手Yafa Yarkoni灌錄。而一年後由HaDuda'im灌錄的版本風行以色列。在1960年代Dudaim在世界各地巡迴演出，夜玫瑰成了他的招牌。在1960年代和1970年代也有一些非以色列歌手灌錄此曲，如Harry Belafonte、Nana Mouskouri、Miriam Makeba。

## 舞蹈
此舞蹈是由Tzvi Hillman所編，是一首雙人舞。
在台灣的夜玫瑰
夜玫瑰的舞蹈在1973年首度引進台灣大專校園的土風舞社團。當時張慶三老師到美國的Stockton Camp參加土風舞研習會，帶回此舞蹈。張慶三老師為了推廣，後來把它填上中文歌詞，由民歌手楊芳儀、徐曉菁演唱。後也有多位歌手演唱，如大小百合，在民歌界蔚為風潮。
2003年，網路小說作家蔡智恆也以此舞名為題，發表一篇同名小說。

## 小說
網路小說作家痞子蔡於2003年發表的小說
小說副標:
寂寞確實跟孤單不一樣，孤單只表示身邊沒有別人。
但寂寞是一種，你無法將感覺跟別人溝通或分享的心理狀態。
而真正的寂寞應該是，連自己都忘了，喜歡一個人的感覺。
一則則感人深刻，在這光怪陸離的大城市中環環相扣的愛情故事…… 

## 歌詞
台灣版中文歌詞
夜玫瑰
作詞：張慶三　作曲：以色列民歌　演唱：楊芳儀/徐曉菁

玫瑰花兒朵朵開呀　玫瑰花兒朵朵美
玫瑰花兒像伊人哪　人兒還比花嬌媚
凝眸飄香處　花影相依偎
柔情月色似流水　花夢託付誰

不要只是望著我呀　是否有話對我說
庭園芬芳玫瑰花朵朵　是你手栽記得否
你曾遠離家鄉哪　為國為家去遠方
無限相思意蜜蜜　但願從此永相依

妳比玫瑰花嬌艷哪　妳比玫瑰花香甜
星光微微照著妳的臉　純潔可似從前
我曾遠離家鄉哪　為國為家去遠方
無限相思意蜜蜜　但願從此永相依

羅馬字母化的希伯來文歌詞
EREV SHEL SHOSHANIM 

作詞： Moshe Dor
作曲： Yosef Haddar

Erev shel shoshanim
Nitzeh na el habustan
Mor besamim ulevona
Leraglech miftan.

Layla yored le'at
Veru'ach shoshan noshvah
Havah elchash lach shir balat
Zemer shel ahava

Shachar homa yonah
Roshech maleh t'lalim
Pich el haboker shoshana
Ektefenu li.